# Don Cherry (cantante)
Donald Ross Cherry (Wichita Falls, 11 gennaio 1924 – Las Vegas, 4 aprile 2018) è stato un cantante e golfista statunitense. Il suo maggiore successo è il singolo del 1955 Band of Gold.

## Biografia
Cherry nacque a Wichita Falls, in Texas. Superata l'adolescenza, militò nelle piccole orchestre di Jan Garber e Victor Young  e prestò servizio nelle United States Army Air Forces durante la seconda guerra mondiale. I primi successi da solista di Cherry sono Thinking of You e Belle, Belle, My Liberty Belle, registrati nel 1951, ma il suo bestseller è Band of Gold del 1955, che superò il milione di copie vendute, raggiunse la quarta posizione della classifica di Billboard e alla sesta posizione della UK Singles Chart. Nel 1956 pubblicò i brani di medio successo Wild Cherry, Ghost Town e Namely You, dove presenziò il direttore d'orchestra Ray Conniff. Tra la fine degli anni cinquanta e l'inizio degli anni sessanta, Cherry diede anche la voce a Mr. Clean (conosciuto in Italia come Mastro Lindo). Nel 1962 registrò anche la versione originale di Then You Can Tell Me Goodbye, portata al successo anni dopo dai Casinos e Neal McCoy.
Oltre ad essere un cantante, Cherry era anche un golfista di alto livello. Era infatti in lizza per vincere gli US Open del 1960 prima di finire al nono posto insieme a Ben Hogan, quattro colpi dietro al vincitore Arnold Palmer. Cherry fece parte di tre squadre della Walker Cup (1953, 1955 e 1961), partecipò due volte all'Americas Cup (1954 e 1960) e in nove tornei The Masters, ottenendo il taglio sette volte con un miglior piazzamento di T-25 nel 1959. Conquistò il Canadian Amateur Championship nel 1953 e il Sunnehanna Amateur nel corso della sua prima edizione del 1954. Nel 1962 Cherry decise di diventare un professionista. I suoi colleghi lo soprannominavano "Pro". 
Cherry collaborò con l'amico Willie Nelson nei suoi album Augusta (1995), The Eyes of Texas (2002) e It's Magic (2007). Nel 2006 Cherry pubblicò la sua biografia Cherry's Jubilee, scritta a quattro mani con Neil Daniels. 
Cherry morì in un ospizio il 4 aprile 2018 all'età di 94 anni.

## Vita privata
Cherry si sposò quattro volte. La prima moglie fu la Miss America Sharon Ritchie, con la quale si sposò nel 1956. Nel 1993 iniziò una relazione coniugale con Francine Bond Smith, assieme alla quale visse a Las Vegas. Suo figlio Stephen fu vittima degli attacchi dell'11 settembre 2001 quando il volo American Airlines 11 si schiantò contro la Torre Nord del World Trade Center. Stephen morì lasciando quattro figli. Quando Cherry morì, gli sopravvisse la moglie Francine.

## Discografia parziale

### Singoli
- 1950 – Mona Lisa (con Victor Young)
- 1950 – The 3rd Man Theme (con Victor Young)
- 1950 – Thinking of You
- 1951 – Vanity
- 1951 – Belle, Belle, My Liberty Belle (con Sonny Burke)
- 1955 – Band of Gold (con Ray Conniff)
- 1956 – Wild Cherry (con Ray Conniff)
- 1956 – I'm Still a King to You (con Ray Conniff)
- 1956 – Ghost Town (con Ray Conniff)
- 1956 – I'll Be Around (con Ray Conniff)
- 1956 – Namely You (con Ray Conniff)
- 1956 – Give me More (con Ray Conniff)
- 1966 – Married
- 1966 – I Love You Drops
- 1967 – There Goes My Everything
- 1968 – Take a Message to Mary